# Wiñay Wayna

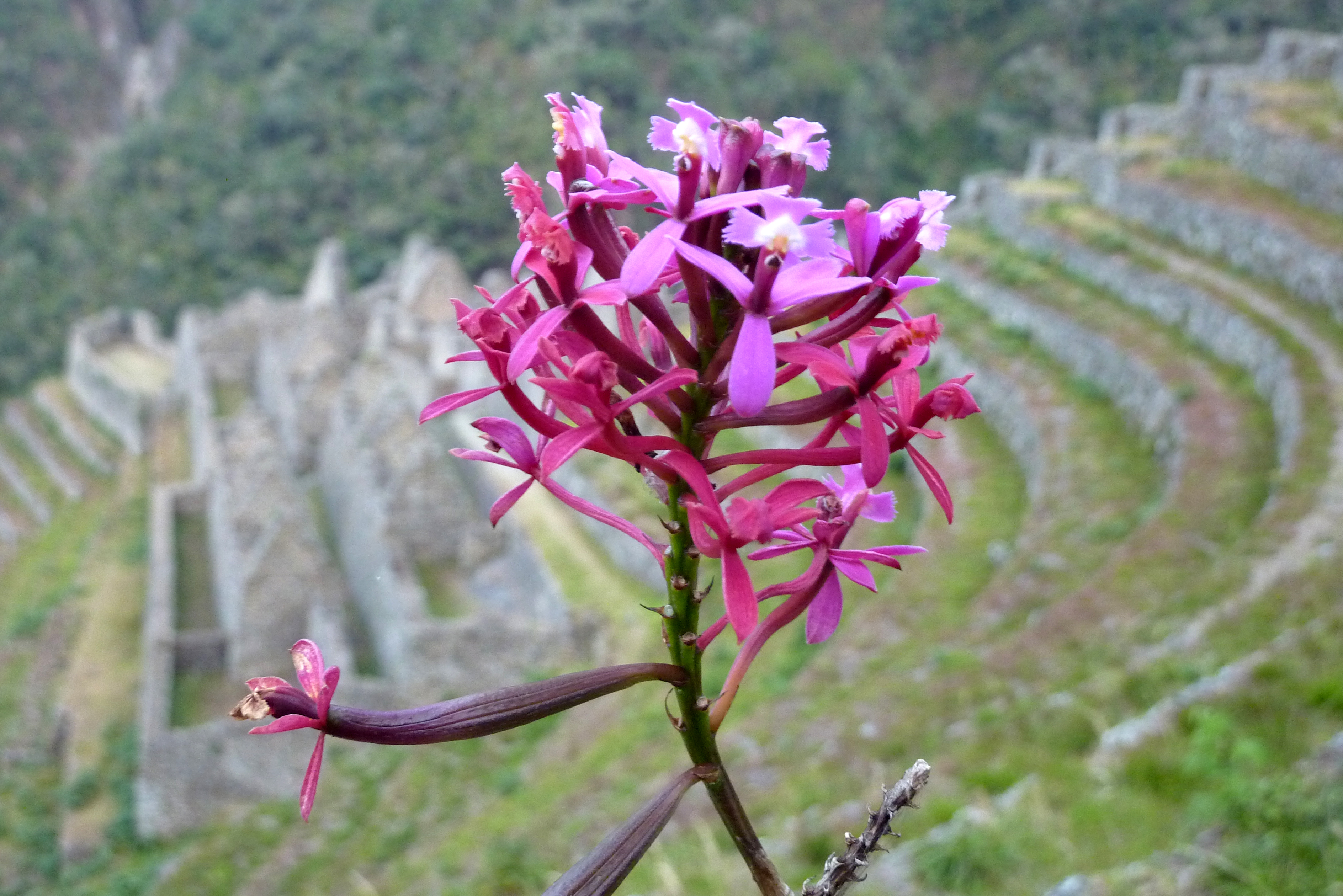
Devant les ruines, lEpidendrum secundum, une orchidée, également appelée "Wiñay Wayna".

Wiñay Wayna, également appelées Huynay Huayna, sont des ruines inca situées le long du chemin de l'Inca entre Cuzco et le Machu Picchu. Situées à une altitude de 2 650 m, elles s'élèvent au-dessus du Río Urubamba.   
Wiñay Wayna signifie « jeune pour toujours » en langue quechua. 

## Géographie
Les ruines sont constituées de deux sections reliées par un pont et dotées d'un système d'irrigation commun. 

## Histoire
Les denrées alimentaires étaient cultivés sur des terrasses en dehors de l'agglomération.

## Liens externes

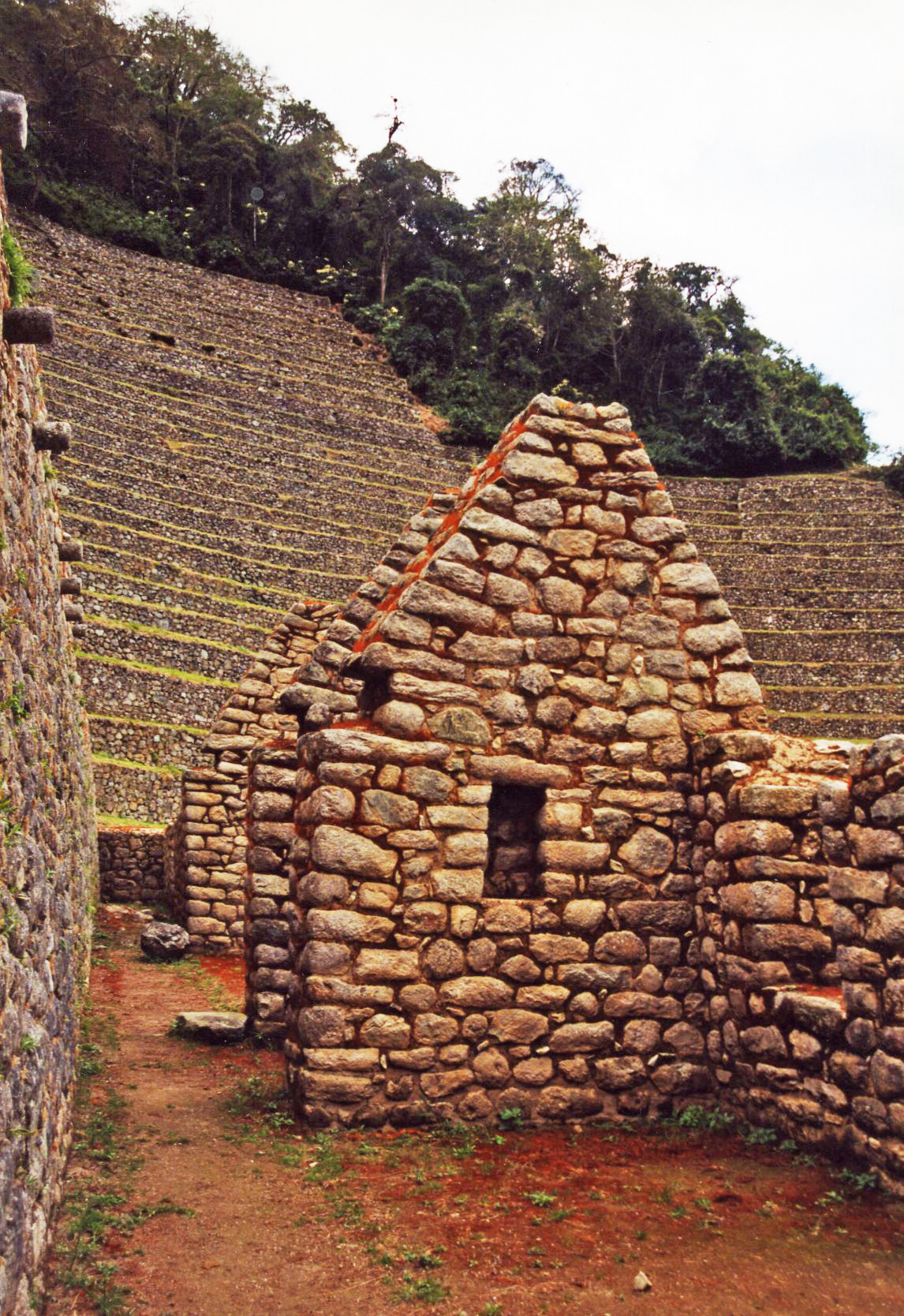
Vue à Wiñay Wayna.